# Yoshitsugu Matsuoka
Pour les articles homonymes, voir Matsuoka (homonymie).
Yoshitsugu Matsuoka (松岡 禎丞, Matsuoka Yoshitsugu), né le 17 septembre 1986 à Hokkaidō, est un seiyū japonais. Il est notamment connu pour être la voix du personnage principal de la saga Sword Art Online, Kazuto Kirigaya, et pour avoir doublé des personnages principaux dans les animés à succès Demon Slayer, Food Wars, Fire Force, dans la saga Fate/, ou plus récemment dans l'animé Tokyo Revengers.

## Rôles

### Anime
| Année                             | Titre                                                                                       | Rôle                                                    | Notes                                                                            |
| --------------------------------- | ------------------------------------------------------------------------------------------- | ------------------------------------------------------- | -------------------------------------------------------------------------------- |
| 2011                              | Kami-sama no Memo-chō                                                                       | Narumi Fujishima                                        |                                                                                  |
| 2011                              | Puella Magi Madoka Magica                                                                   | Nakazawa                                                |                                                                                  |
| 2011                              | The Idolmaster                                                                              | Shōta Mitarai                                           |                                                                                  |
| 2012                              | Campione !                                                                                  | Godō Kusanagi                                           |                                                                                  |
| 2012                              | High School DxD                                                                             | Freed Sellzen                                           |                                                                                  |
| 2012                              | Magi: The Labyrinth of Magic                                                                | Titus Alexius                                           |                                                                                  |
| 2012                              | Sword Art Online                                                                            | Kazuto Kirigaya / Kirito                                |                                                                                  |
| 2012                              | To Love Darkness                                                                            | Nakajima                                                |                                                                                  |
| 2013                              | Ace of Diamond                                                                              | Shinji Kanemaru                                         |                                                                                  |
| 2013                              | Fate/kaleid liner Prisma Illya                                                              | Reiichi Gakumazawa                                      |                                                                                  |
| 2013                              | High School DxD New                                                                         | Freed Sellzen                                           | Seconde saison de High School DxD                                                |
| 2013                              | Magi: The Kingdom of Magic                                                                  | Titus Alexius                                           | Seconde saison de Magi: The Labyrinth of Magic                                   |
| 2013                              | Ore no imōto ga konna ni kawaii wake ga nai                                                 | Kaede Makabe                                            |                                                                                  |
| 2013                              | Sakurasou no Pet na Kanojo                                                                  | Sorata Kanda                                            |                                                                                  |
| 2013                              | Strike the Blood                                                                            | Kira Lebedev Voltisloa                                  |                                                                                  |
| 2013                              | Yowamushi Pedal                                                                             | Hajime Aoyagi                                           |                                                                                  |
| 2013                              | Yowamushi Pedal : Special Ride                                                              | Hajime Aoyagi                                           | OAV de Yowamushi Pedal                                                           |
| 2014                              | Akame ga Kill!                                                                              | Lubbock                                                 |                                                                                  |
| 2014                              | Denkigai no Honya-san                                                                       | Le réalisateur Kantoku                                  |                                                                                  |
| 2014                              | Mangaka-san to Assistant-san to                                                             | Yūki Aito                                               |                                                                                  |
| 2014                              | No Game No Life                                                                             | Sora, Riku Dola                                         |                                                                                  |
| 2014                              | Sword Art Online II                                                                         | Kazuto Kirigaya / Kirito                                | Seconde saison de Sword Art Online                                               |
| 2014                              | Trinity Seven                                                                               | Arata Kasuga                                            |                                                                                  |
| 2014                              | The Irregular at Magic High School                                                          | Masaki Ichijō                                           |                                                                                  |
| 2014                              | Wolf Girl and Black Prince                                                                  | Nozomi Kamiya                                           |                                                                                  |
| 2014                              | Yowamushi Pedal - GRANDE ROAD                                                               | Hajime Aoyagi                                           | Seconde saison de Yowamushi Pedal                                                |
| 2015                              | Absolute Duo                                                                                | Tōru Kokonoe                                            |                                                                                  |
| 2015                              | Ace of Diamond: Second Season                                                               | Shinji Kanemaru                                         | Seconde saison de Ace of Diamond                                                 |
| 2015                              | Aoharu × Kikanjū                                                                            | Tōru Yukimura                                           |                                                                                  |
| 2015                              | DanMachi / Is It Wrong to Try to Pick Up Girls in a Dungeon?                                | Bell Cranel                                             |                                                                                  |
| 2015                              | Food Wars : Shokugeki no Soma                                                               | Sōma Yukihira                                           |                                                                                  |
| 2015                              | High School DxD BorN                                                                        | Freed Sellzen                                           | Troisième saison de High School DxD                                              |
| 2015                              | Saenai Heroine no Sodatekata                                                                | Tomoya Aki                                              |                                                                                  |
| 2015                              | Sky Wizards Academy                                                                         | Kanata Age                                              |                                                                                  |
| 2016                              | Days                                                                                        | Jin Kazama                                              |                                                                                  |
| 2016                              | Food Wars : Shokugeki no Soma - The Second Plate                                            | Sōma Yukihira                                           | Seconde saison de Food Wars : Shokugeki no Soma                                  |
| 2016                              | Mob Psycho 100                                                                              | Hikaru Tokugawa, Teruki Hanazawa                        |                                                                                  |
| 2016                              | Oshiete! Galko-chan                                                                         | Otao                                                    |                                                                                  |
| 2016                              | Re:Zero –Starting Life in Another World–                                                    | Pételgeuse Romanee-Conti                                |                                                                                  |
| 2016                              | Rinne - 2nd Season                                                                          | Oboro                                                   | Seconde saison de Rinne                                                          |
| 2016                              | Saiki Kusuo no Ψ nan                                                                        | Anpu                                                    |                                                                                  |
| 2016                              | Servamp                                                                                     | Belkia                                                  |                                                                                  |
| 2016                              | Super Lovers                                                                                | Aki Kaidō                                               |                                                                                  |
| 2016                              | Twin Star Exorcists                                                                         | Chijiwa, Momochi                                        |                                                                                  |
| 2016                              | Luck and Logic                                                                              | Olga Breakchild                                         |                                                                                  |
| 2017                              | Devils' Line                                                                                | Yuki Anzai                                              |                                                                                  |
| 2017                              | Eromanga Sensei                                                                             | Masamune Izumi                                          |                                                                                  |
| 2017                              | Fate/Apocrypha                                                                              | Flatt Escardos                                          |                                                                                  |
| 2017                              | Food Wars : Shokugeki no Soma - Jump Festa 2017 Special                                     | Sōma Yukihira                                           | OAV de Food Wars : Shokugeki no Soma                                             |
| 2017                              | Food Wars : Shokugeki no Soma - The Third Plate                                             | Sōma Yukihira                                           | Troisième saison de Food Wars : Shokugeki no Soma                                |
| 2017                              | My Hero Academia: 2nd Season                                                                | Yōsetsu Awase                                           | Seconde saison de My Hero Academia                                               |
| 2017                              | Rinne - 3rd Season                                                                          | Oboro                                                   | Troisième saison de Rinne                                                        |
| 2017                              | Saenai Heroine no Sodatekata - 2nd Season                                                   | Tomoya Aki                                              | Seconde saison de Saenai Heroine no Sodatekata                                   |
| 2017                              | Super Lovers - 2nd Season                                                                   | Aki Kaidō                                               | Seconde saison de Super Lovers                                                   |
| 2017                              | Hitorijime my Hero                                                                          | Kensuke Ooshiba                                         |                                                                                  |
| 2017                              | Yowamushi Pedal : New Generation                                                            | Hajime Aoyagi                                           | Troisième saison de Yowamushi Pedal                                              |
| 2018                              | Beelzebub-jō no Okinimesu Mama.                                                             | Astaroth                                                |                                                                                  |
| 2018                              | Free! Dive to the Future                                                                    | Shizuru Isurugi                                         | Troisième saison de Free!                                                        |
| 2018                              | Goblin Slayer                                                                               | Yaritsukai                                              |                                                                                  |
| 2018                              | Golden Kamui : Golden Douga Gekijou                                                         | Usami                                                   | ONA de Golden Kamui                                                              |
| 2018                              | Golden Kamui 2                                                                              | Usami                                                   | Seconde saison de Golden Kamui                                                   |
| 2018                              | Hakyuu Houshin Engi                                                                         | Sun Tian-Jun (Son Tenkun)                               |                                                                                  |
| 2018                              | Hi Score Girl                                                                               | Ma-kun                                                  |                                                                                  |
| 2018                              | My Hero Academia: 3rd Season                                                                | Yōsetsu Awase                                           | Troisième saison de My Hero Academia                                             |
| 2018                              | Record of Grancrest War                                                                     | Moreno Dortous                                          |                                                                                  |
| 2018                              | Sword Art Online : Alicization                                                              | Kazuto Kirigaya / Kirito                                | Troisième saison de Sword Art Online                                             |
| 2018                              | Yowamushi Pedal : Glory Line                                                                | Hajime Aoyagi                                           | Quatrième saison de Yowamushi Pedal                                              |
| 2019                              | DanMachi / Is It Wrong to Try to Pick Up Girls in a Dungeon? 2nd Season                     | Bell Cranel                                             | Seconde saison de DanMachi / Is It Wrong to Try to Pick Up Girls in a Dungeon?   |
| 2019                              | Demon Slayer: Kimetsu no Yaiba                                                              | Inosuke Hashibira                                       |                                                                                  |
| 2019                              | Eromanga Sensei - OAV                                                                       | Masamune Izumi                                          | OAV de Eromanga Sensei                                                           |
| 2019                              | Fire Force                                                                                  | Yona                                                    |                                                                                  |
| 2019                              | Food Wars : Shokugeki no Soma - The Fourth Plate                                            | Sōma Yukihira                                           | Quatrième saison de Food Wars : Shokugeki no Soma                                |
| 2019                              | Mob Psycho 100 II                                                                           | Hikaru Tokugawa, Teruki Hanazawa                        | Seconde saison de Mob Psycho 100                                                 |
| 2019                              | My Hero Academia: 4th Season                                                                | Yōsetsu Awase                                           | Quatrième saison de My Hero Academia                                             |
| 2019                              | Sword Art Online : Alicization - War of Underworld                                          | Kazuto Kirigaya / Kirito                                | Quatrième saison de Sword Art Online                                             |
| 2019                              | The Quintessential Quintuplets                                                              | Fūtarō Uesugi                                           |                                                                                  |
| 2019                              | The Rising of the Shield Hero                                                               | Ren Amaki                                               |                                                                                  |
| 2020                              | DanMachi / Is It Wrong to Try to Pick Up Girls in a Dungeon? 3rd Season                     | Bell Cranel                                             | Troisième saison de DanMachi / Is It Wrong to Try to Pick Up Girls in a Dungeon? |
| 2020                              | Infinite Dendrogram                                                                         | Flamingo                                                |                                                                                  |
| 2020                              | My Next Life as a Villainess: All Routes Lead to Doom!                                      | Nicol Ascart                                            |                                                                                  |
| 2020                              | Darwin's Game                                                                               | One                                                     |                                                                                  |
| 2020                              | Re:Zero –Starting Life in Another World– 2nd Season                                         | Pételgeuse Romanée-Conti                                | Seconde saison de Re:Zero –Starting Life in Another World–                       |
| 2020                              | Food Wars : Shokugeki no Soma - The Fifth Plate                                             | Sōma Yukihira                                           | Cinquième saison de Food Wars : Shokugeki no Soma                                |
| 2020                              | Golden Kamui 3                                                                              | Usami                                                   | Troisième saison de Golden Kamui                                                 |
| 2020                              | Fire Force 2nd Season                                                                       | Yona                                                    | Seconde saison de Fire Force                                                     |
| 2020                              | Jujutsu Kaisen                                                                              | Ultimate Mechamaru                                      |                                                                                  |
| 2021                              | Demon Slayer: Kimetsu no Yaiba – Yūkaku-hen                                                 | Inosuke Hashibira                                       | Seconde saison de Demon Slayer: Kimetsu no Yaiba                                 |
| 2021                              | My Hero Academia: 5th Season                                                                | Yōsetsu Awase                                           | Cinquième saison de My Hero Academia                                             |
| 2021                              | My Next Life as a Villainess: All Routes Lead to Doom! : Saison 2                           | Nicol Ascart                                            | Seconde saison de My Next Life as a Villainess: All Routes Lead to Doom!         |
| 2021                              | The Quintessential Quintuplets ∬                                                            | Fûtarô Uesugi                                           | Seconde saison de The Quintessential Quintuplets                                 |
| 2021                              | Tokyo Revengers                                                                             | Mitsuya Takashi                                         |                                                                                  |
| 2021                              | Valkyrie Apocalypse                                                                         | Loki                                                    | Seconde saison de My Next Life as a Villainess: All Routes Lead to Doom!         |
| 2021                              | Jaku-Chara Tomozaki-kun                                                                     | Tomozaki Fumiya                                         |                                                                                  |
| 2022                              | A Couple of Cuckoos                                                                         | Shion Asuma                                             |                                                                                  |
| 2022                              | Bleach: Thousand-Year Blood War                                                             | As Nödt                                                 | Deuxième partie de Bleach                                                        |
| 2022                              | Blue Lock                                                                                   | Jingo Raichi                                            |                                                                                  |
| 2022                              | BASTARD!! -Heavy Metal, Dark Fantasy                                                        | Lars Wool                                               |                                                                                  |
| 2022                              | My Hero Academia: 6th Season                                                                | Yōsetsu Awase                                           | Sixième saison de My Hero Academia                                               |
| 2022                              | Overlord IV                                                                                 | Philip Dayton                                           | Quatrième saison de Overlord                                                     |
| 2022                              | Lycoris Recoil                                                                              | Majima                                                  |                                                                                  |
| 2022                              | The Eminence in Shadow                                                                      | Hyoro Gari                                              |                                                                                  |
| 2022                              | Dungeon ni Deai wo Motomeru no wa Machigatteiru Darou ka IV partie 1                        | Bell Cranel                                             | quatrième saison de DanMachi / Is It Wrong to Try to Pick Up Girls in a Dungeon? |
| 2022                              | Lookism                                                                                     | Hyung Suk Park                                          |                                                                                  |
| 2022                              | The Rising of the Shield Hero saison 2                                                      | Ren Amaki                                               | Seconde saison de The Rising of the Shield Hero                                  |
| 2023                              | Demon Slayer: Kimetsu no Yaiba                                                              | Inosuke Hashibira                                       | Troisième saison de Demon Slayer: Kimetsu no Yaiba                               |
| 2023                              | Tokyo Revengers - Seiya Kessen-hen                                                          | Mitsuya Takashi                                         | Seconde saison de Tokyo Revengers                                                |
| 2023                              | my next life as a villainess all routes lead to doom                                        | Nicol Ascart                                            |                                                                                  |
| 2023                              | I Got a Cheat Ability in a Different World, and Became Extraordinary Even in the Real World | Yûya Tenjô                                              |                                                                                  |
| 2023                              | Handyman Saitou in Another World                                                            | Cainz                                                   |                                                                                  |
| 2023                              | Dungeon ni Deai wo Motomeru no wa Machigatteiru Darou ka IV partie 2                        | Bell Cranel                                             | quatrième saison de DanMachi / Is It Wrong to Try to Pick Up Girls in a Dungeon? |
| 2023                              | My Tiny Senpai                                                                              | Nyatarô                                                 |                                                                                  |
| 2023                              | The Rising of the Shield Hero saison 3                                                      | Ren Amaki                                               | Troisième saison de The Rising of the Shield Hero                                |
| 2023                              | Tomo-chan Is a Girl                                                                         | Tanabe                                                  |                                                                                  |
| 2023                              | The Eminence in Shadow 2                                                                    | Hyoro Gari                                              | Seconde saison de The Eminence in Shadow                                         |
| 2023                              | Jujutsu Kaisen 2                                                                            | Ultimate Mechamaru                                      | Seconde saison de Jujutsu Kaisen                                                 |
| 2023                              | Tokyo Revengers 3                                                                           | Mitsuya Takashi                                         | Troisième saison de Tokyo Revengers                                              |
| 2024                              |                                                                                             |                                                         |                                                                                  |
| Jaku-Chara Tomozaki-kun 2         | Tomozaki Fumiya                                                                             |                                                         |                                                                                  |
| Dosanko Gal wa Namaramenkoi       | Matsu                                                                                       |                                                         |                                                                                  |
| Tsuki ga Michibiku Isekai Douchuu | Lutter                                                                                      | Seconde saison de Tsuki ga Michibiku Isekai Douchuu     |                                                                                  |
| Tensei Shitara Slime Datta Ken 3  | Masayuki Rudra Nam Ul Nasca                                                                 | Troisième saison de Moi, quand je me réincarne en Slime |                                                                                  |

### Films
- Demon Slayer: Kimetsu no Yaiba - Le film : Le train de l'Infini : Inosuke Hashibira
- Dungeon ni deai o motomeru no wa machigatteiru darō ka: Arrow of the Orion : Bell Cranel
- En selle, Sakamichi : Hajime Aoyagi
- Goblin Slayer: Goblin's Crown : Lancier
- Kimi dake ni Motetainda : Aki Sahashi
- L'Étranger de la plage : Mio Chibana
- No Game No Life: Zero : Riku Dola
- Puella Magi Madoka Magica: Beginnings : Nakazawa
- Puella Magi Madoka Magica: Eternal : Nakazawa
- Puella Magi Madoka Magica: Rebellion : Nakazawa
- Sailor Moon Eternal : Helios / Pegasus
- Sasaki et Miyano: Graduation : Taiga Hirano
- Sword Art Online: Ordinal Scale : Kazuto Kirigaya / Kirito
- Sword Art Online - Progressive - Aria of a Starless Night : Kazuto Kirigaya / Kirito
- The Idolmaster: Beyond the Brilliant Future : Shouta Mitarai
- Trinity Seven: Heavens Library & Crimson Lord : Arata Kasuga
- Trinity Seven: The Eternal Library and the Alchemist Girl : Arata Kasuga
- The Quintessential Quintuplets Le film : Fūtarō Uesugi

### Jeux vidéo
- Accel World vs. Sword Art Online: Millenium Twilight : Kazuto Kirigaya / Kirito
- Fire Emblem Heroes : Hríd
- Grand Chase: Dimensional Chaser : Lass Isolet
- Mugen Souls Z : Ace
- Phantasy Star Nova : Seil
- Rune Factory 5 : Ryker
- Sword Art Online: Fatal Bullet : Kazuto Kirigaya / Kirito
- Sword Art Online: Hollow Fragment : Kazuto Kirigaya / Kirito
- Sword Art Online: Hollow Realization : Kazuto Kirigaya / Kirito
- Sword Art Online: Infinity Moment : Kazuto Kirigaya / Kirito
- Sword Art Online: Lost Song : Kazuto Kirigaya / Kirito
- The Irregular at Magic High School: Out of Order : Masaki Ichijō
- Under Night In-Birth : Chaos
- Genshin Impact : Xiao
- Sword Art Online: Alicization Lycoris : Kazuto Kirigaya / Kirito
- Arknights : Arene
- Punishing Grey Raven : Lee Entropy
- Final Fantasy XIV Endwalker : Hermes / Amon